# Nyctiophylax ovatus
Nyctiophylax ovatus là một loài Trichoptera hóa thạch trong họ Polycentropodidae.